# Аццароли, Аугусто
Аугусто Аццароли (итал. Augusto Azzaroli, 28 сентября 1921, Болонья, Италия - 20 июля 2015, Флоренция, Италия) – итальянский палеонтолог, внесший значительный вклад в разработку и уточнение биостратиграфической схемы зонального расчленения позднего плиоцена – раннего плейстоцена Европы по крупным млекопитающим.

## Биография
Аугусто Аццароли родился в Болонье 28 сентября 1921 года. После смерти его отца мать с двумя маленькими детьми переехала во Флоренцию. Получив образование в классическом лицее при историческом колледже Madonna della Querce, Аугусто поступил во Флорентийский университет, где изучал естественные науки. Он окончил университет в 1945 году, защитив магистерскую диссертацию на тему «Фораминиферы окрестностей Флоренции».
Окончив военную службу, Аццароли возобновил научную карьеру, продолжив работать в Институте геологии и палеонтологии Флорентийского университета. С самого начала он проявил особый интерес к исследованиям в области палеонтологии и стратиграфии, опубликовав несколько заметок по геологии и микропалеонтологии северных Апеннин, а также свою первую работу по палеонтологии позвоночных, описав в 1946 году останки нового вида ископаемых приматов Macaca majori из Сардинии.
В 1950 году Аццароли был назначен на должность доцента геологии во Флорентийском университете, которую он занимал 10 лет. В те годы он активно проводил работы по геологической съемке района северных Апеннин для геологической карты Италии.
В 1950-1952 годах после получения стипендии от Национального исследовательского совета Италии он проходил стажировку в Британском музее естественной истории в Лондоне, после чего опубликовал большой отчет об ископаемых оленях восточной Англии.
В 1952 году женился на Марии Луизе Пуччетти, которая незадолго до этого получила образование в области естественных наук. Позднее она стала куратором Зоологического музея Флорентийского университета. Вместе они путешествовали и занимались исследованиями в разных странах мира.
В 1953-1956 годах Аццароли участвовал в нескольких экспедициях в северное Сомали для выполнения геологических изысканий, организованных Институтом геологии Флорентийского университета и проводимых от имени «Mineraria Somala» (подразделение итальянской нефтяной компании Agip) при частичной финансовой поддержке Национального исследовательского совета Италии.
Получив хороший полевой опыт в Африке, Аццароли в 1958 году стал читать курс геологии и палеонтологии в Хартумском университете (Судан). Он оставался в Судане в 1958-1959 гг., опубликовав в 1960-1961 гг. две заметки по геологии региона.
Его исследовательские интересы в ранние годы университетской карьеры (1950-1960) были сосредоточены на эоценовых, олигоценовых и миоценовых морских фаунах северного Сомали, геологической съемке и картировании северных Апеннин, а также на реконструкции геологических событий на Апеннинском полуострове в течение раннетретичного времени и миоцена. По результатам этих исследований он опубликовал в соавторстве трехтомный учебник по стратиграфии (1963-1967) и «Итальянский кодекс стратиграфической номенклатуры (1969).
Возвратившись в Италию в 1959 году, он работал на кафедре геологии в университете Бари, а в ноябре 1960 его назначили ординарным профессором палеонтологии во Флорентийском университете. На этой должности Аццароли оставался до конца своей карьеры, преподавая общую палеонтологию и палеонтологию позвоночных в течение 30 с лишним лет до ухода на покой в 1996 году. За это время он опубликовал вышеупомянутый трехтомный учебник по стратиграфии и два учебника по палеонтологии позвоночных.
После возвращения во Флорентийский университет он переключился на палеонтологию позвоночных, особое внимание уделяя плиоценовым и плейстоценовым млекопитающим. Возглавляемая им флорентийская гео-палеонтологическая школа имела международное признание, унаследованное от палеонтологов предыдущего столетия, таких как Филиппо Нести, Иджино Кокки, Джузеппе Ристори, Чарльз Иммануэль Форсайт Мэйджор (в честь которого Аццароли, несмотря на то, что не испытывал к нему особого уважения как к палеонтологу, назвал свой первый описанный вид Macaca majori).
За более чем 40 лет научной деятельности во Флорентийском университете Аццароли внес существенный вклад в изучение систематики и стратиграфического распространения парнокопытных (олени, свиньи), непарнокопытных (лошади, носороги) и хоботных. Также он много сделал для прояснения плио-плейстоценовой континентальной стратиграфии Италии и Европы в целом (виллафранкский ярус), занимаясь определением и датировкой крупных кризисов в сообществах наземных позвоночных в течение этого хронологического интервала. В своем обзоре плио-плейстоценовых континентальных фаунистических комплексов Аццароли обосновал точку зрения, что виллафранкские фауны не были ни однородными по составу, ни одновозрастными, а претерпевали серьезные изменения в течение относительно большого промежутка времени. Первые попытки расчленить виллафранкские фауны появились в некоторых работах в начале 60-х годов, в последующие же годы Аццароли заложил фундамент для формального расчленения виллафранка, которое в значительной степени соответствует тому, что используется сегодня. Хронологическое деление виллафранкского яруса бурно обсуждалось на двух международных конгрессах в Болонье и Мадриде (в 1975 и 1976 годах соответственно), результатом которых стало принятие общей схемы деления виллафранка на последовательные фаунистические единицы (Faunal Units), заполняющие соответственно ранний, средний и поздний виллафранк.
Его образование в области естественных наук с сильным геологическим уклоном заметно повлияло на его подход к научным проблемам. Это видно по числу его работ, посвященных таким узким темам, как изучение эндемичных четвертичных позвоночных на средиземноморских островах или биогеография и палеогеографические реконструкции всего Средиземноморского региона.
Некоторые студенты, которых он обучал в конце 60-х – начале 70-х гг., стали впоследствии его сотрудниками и ближайшими коллегами: Пьер Луиджи Амброзетти (вместе изучали плио-плейстоценовых слонов), Данило Торре, Джованни Фиккарелли, Клаудио Де Джули (вместе занимались эволюционной историей лошадей).
В 1967 году Аццароли было присвоено звание члена-корреспондента Национальной академии деи Линчеи, а в 1987 году он стал ее национальным членом. Он также был членом многих других итальянских академий, таких как Тосканская академия наук и литературы «La Colombaria», Туринская академия наук, Accademia valdarnese del Poggio в Монтеварки (провинция Ареццо). Он был почетным председателем Европейской ассоциации по изучению четвертичных млекопитающих (EuroMam), а также почетным членом Итальянского палеонтологического общества (Società Paleontologica Italiana).
Продолжая традиции флорентийской гео-палеонтологической школы, Аццароли проводил полевые исследования в некоторых странах Африки, Азии, Центральной и Южной Америки. В 1962-1963 гг. от имени химической компании Società Chimica Larderello S.p.A. (в рамках совместного договора с «Comisión Federal de Electricidad», Мексика) он проводил геологические изыскания для оценки геотермического потенциала в двух районах северной Мексики; в 1969-1970 гг. вместе с коллегами занимался палеонтологическими исследованиями в восточной Нигерии, добыв череп и другие части скелета мозазавра, на основании которых ими был выделен новый род Goronyosaurus; в 1971-1972 гг. он был одним из организаторов экспедиции в пустыню Тенере, в ходе которой было открыто местонахождение останков динозавров Гадуфауа; в 1977 году вместе с женой и коллегами участвовал в палеонтологической экспедиции в северный Афганистан; в 1980 году изучал разрезы плиоцена и раннего плейстоцена в северо-западной Индии, проводя палеомагнитное датирование отложений для определения времени начала финального этапа поднятия Гималайских гор на границе раннего и среднего плейстоцена; в 1990-1993 гг. он принимал участие в нескольких геологических и палеонтологических полевых кампаниях в Южной Америке; в 1995-1998 гг. участвовал в экспедициях Флорентийского университета во впадину Данакиль в Эритрее, внеся вклад в первоописание черепа раннеплейстоценового Homo erectus из местонахождения Буйя, статья по которому была опубликована в журнале Nature в 1998 году.
Аццароли являлся основателем и директором Музея геологии и палеонтологии (ныне отдел Музея естественной истории Флорентийского университета) с 1976 по 1994 год.
В 1997 году ему было присвоено звание Заслуженного профессора.
Одним из увлечений Аццароли была верховая езда и история лошадей и домашней лошади в частности. С начала 70-х годов он изучал историю искусства верховой езды в Древнем мире от ранних попыток одомашнивания до его распространения по всему Старому Свету, что нашло отражение в отдельной книге, посвященной этим вопросам. Как палеонтолог, он посвятил много времени изучению эволюционной истории лошадей, исследуя различные аспекты систематики и эволюции плио-плейстоценовых эквид Евразии, Африки и обеих Америк.